# Mgła
Mgła (Poljski: Magla) poljski je black metal-sastav koji je 2000. u Krakovu osnovao Mikołaj "M." Żentara. Prvi koncert svirao je 2012. godine.

## Diskografija
Studijski albumi
- Groza (2008.)
- With Hearts Toward None (2012.)
- Exercises in Futility (2015.)
- Age of Excuse (2019.)

EP-ovi
- Presence (2006.)
- Mdłości (2006.)
- Futher Down the Nest (2007.)

Kompilacijski albumi
- Mdłości and Futher Down the Nest (2007.)

Split izdanja
- Crushing the Holy Trinity (Holy Spirit) (2005.)

## Članovi benda
Sadašnji članovi
- Mikołaj "M." Żentara – vokal, gitara, bas-gitara (2000. – danas)
- Maciej "Darkside" Kowalski – bubnjevi (2006. – danas)

Bivši članovi
- Daren – bubnjevi (2000. – 2006.)

Suradnici
- ShellShocked – bas-gitara, vokal (2012. – danas)
- Silencer – gitara (2012. – 2015.)
- E.V.T. – gitara (2015. – danas)